# Teoria-M
Teoria-M é uma teoria que unifica as cinco diferentes Teorias das cordas, mais a Supersimetria e a Supergravidade. Foi proposta em 1995 pelo físico Edward Witten. Essa teoria diz que tudo, matéria e campo, é formada por membranas, e que o universo flui através de 11 dimensões.
Teriamos então 3 dimensões espaciais (altura, largura, comprimento), 1 temporal (tempo) e 7 dimensões recurvadas, sendo a estas atribuídas outras propriedades, como massa e carga elétrica.

## O Problema do Frenesi Quântico
Na mais absoluta profundidade da dimensão espacial, que aparentemente é plana e sem nenhuma ruptura, ocorrem os mais terríveis frenesis (turbulências) e isso impede uma conciliação amigável entre a Relatividade e a Mecânica Quântica.
Como a Teoria Quântica até boa parte do século XX era de Campo, baseada em partículas puntiformes, a relatividade tornava-se difícil de ser incorporada a teorias microscópicas.
Contudo, um problema maior surgiu quando se tentou criar uma teoria quântica de campo gravitacional, pois, abaixo da Escala de Planck, o espaço tornava-se tão denso em termos de planitude que, a gravidade, recriada na teoria da Relatividade Geral, baseada na geometria Riemanniana, caía aos pedaços e todos nossos conhecimentos íam por água abaixo. 
Por muito tempo foi difícil haver uma percepção quântica da gravidade, devido principalmente ao espaço e seu frenesi e às particulas puntiformes.
A teoria das Supercordas e a Teoria-M nos dão agora uma nova visão daquilo que um dia pensou-se ser impossível: a Unificação da Física.
Teríamos assim um postulado único que explicaria tudo o que existe.

## Análise Geral (Segunda Revolução das Cordas - 1995)
Inicialmente, o termo Teoria-M foi apresentado ao mundo numa palestra admirada, apresentada por Edward Witten em 1995, na chamada Segunda Revolução das Cordas.
A teoria das cordas afirma que as menores unidades constituintes da matéria existente e das partículas elementares da natureza são minúsculas cordas vibratórias oscilantes feitas de energia, e que, variando a oscilação e vibração dessas, cria-se a matéria conhecida, em todos seus aspectos, incluindo as partículas componentes das forças fraca, forte, eletromagnética e a própria gravidade. Há ainda a inclusão das ondas, como exemplo a luz, que é constituida por fótons, as quais são, na verdade, em seu máximo interior formadas por minúsculas cordas. Tal característica da luz, de ser onda e partícula ao mesmo tempo, denomina-se dualidade onda-partícula.
Assim, várias equações descrevem as mais diversas características das cordas assim como seus padrões vibratórios, que produzem as partículas conhecidas por nós e outras ainda não observadas como o gráviton (partícula mensageira da força gravitacional). O grande problema encontrado antes da segunda revolução das cordas era de que as equações que descrevem a natureza física delas divergiam entre si, tendo, ao final, cinco diferentes versões da teoria chamadas: Teoria do Tipo I, Tipo II(A), Tipo II(B), Heterótica-O e Heterótica-E.
Uma característica importante das cordas é a chamada constante de acoplamento. Dessa forma, as cordas, que vêm aos pares devido ao frenesi microscópico da mecânica quântica, dividir-se-iam em duas (nas turbulentas dimensões recurvadas quânticas) e depois se acoplariam novamente formando uma única corda. Essa ideia levou os cientistas a formularem padrões que descrevem esse movimento. Por não conseguir determinar o valor da constante de acoplamento, problemas como entender a relação existente entre as cinco visões da teoria e o padrão vibratório da constante de acoplamento, e ainda, as diversas simetrias existentes na teoria, surgiam frequentemente.
Quando o valor da constante era maior que 1, ficava difícil estabelecer uma resolução aos cálculos equacionários. O grande mérito de Witten foi perceber que a visão da teoria das cordas do Tipo I em relação à constante de acoplamento era inversamente proporcional à da Heterótica-O, assim como a do tipo II(A) era inversamente proporcional à da Heterótica-E e por sua vez a do Tipo II(B) era inversamente proporcional a si mesma. Assim, quando se tornava difícil calcular a constante por meio de uma versão da teoria, usava-se a outra e vice-versa. Essa simetria foi essencial para o entendimento da teoria das cordas e a elaboração da Teoria-M. Há ainda um fato notável que se relaciona com a distância de um raio (R). Características como massa (m) e energia (E) de uma corda são determinadas pela vibração e oscilação dessa em um determinado espaço. Esse espaço (circular) que mede R reflete um fato importantíssimo quanto à visão da Teoria-M. Por exemplo: num espaço de tamanho R a corda vibra pouco e oscila muito, enquanto num espaço de tamanho 1/R (o inverso do raio inicial) a corda vibra muito e oscila pouco. Dessa maneira se estabelece uma equivalência entre os raios, e esta, produz uma mesma partícula com mesma massa e energia. Conclui-se que, as características físicas num universo de tamanho R são idênticas as de um universo de tamanho 1/R, mesmo que isso esteja abaixo da distância de Planck (distância que mede os eventos quânticos).
Devido a essa relação do raio, uma nova visão surge. A Teoria do Tipo II(A), ao mesmo tempo que se relaciona simetricamente à Heterótica-E, relaciona simetricamente (a respeito do raio) com a teoria II(B), e a teoria Heterótica-E relaciona-se com a Heterótica-O da mesma maneira. Essa cadeia entre a Teoria do tipo I, Tipo II A e B, Heterótica O e E revelou, através do gênio incontestável de, talvez o maior cientista depois de Einstein (Witten), que há um padrão entre todas as teorias, e que todas elas são uma visão particular da mesma teoria. Chamada de Teoria-M.
Um outro fator que define a teoria incorpora um fato notável: a supergravidade com onze dimensões. Posterior à ideia das cordas, os cientistas trabalhavam com a teoria quântica dos campos, a qual descrevia padrões às forças forte, fraca e eletromagnética, mas não descrevia para a gravidade. Essa teoria porém, não incorporava elementos como a Relatividade Geral de Einstein, e baseava-se na ideia de que tudo reduziria-se a um ponto (partículas puntiformes).
A partir dessa ideia, que descrevia a natureza quase por completo, já que a gravidade não era incorporada, houve um notável avanço na ideia da união entre a mecânica quântica e a relatividade geral, as grandes teorias físicas que explicam desde o macrocosmo (relatividade geral) até o microcosmo (mecânica quântica). A teoria das cordas conseguiu unificar a supergravidade à sua ideia, e estabeleceu mais uma visão da mesma teoria, podendo dizer que temos seis visões diferentes da teoria-M. 
As cordas, analisadas da maneira da teoria Heterótica-E, quando possuem um alto valor na constante de acoplamento (acima de 1) produz vibrações que ao invés de aumentar a intensidade da separação da corda e criar pares virtuais (partículas separadas aos pares), produz na verdade um aumento de dimensão na corda vibrante. Assim, surge uma nova dimensão, a décima dimensao espacial, e juntamente com a temporal totalizam-se onze dimensões. Esse fato, demonstrado por Witten na palestra de 1995, revelou ainda que esse aspecto dá a uma corda unidimensional um aspecto bidimensional, formando uma membrana. Do mesmo modo como ocorre com a teoria Heterótica-E, ocorre uma nova dimensão na teoria II(A), com uma diferenciação no formato da décima dimensão. Essas evidências demonstraram que a Teoria-M unificaria as cinco teorias das cordas e, ainda, a supergravidade com onze dimensões, por meio de um sistema que produz membranas, caracteríistica intrínseca das cordas.
O sonho da unificação da física, unir a Relatividade Geral de Albert Einstein com a Mecânica Quântica de Planck, Bohr, Bell, Feynman, Schrödinger, Heisenberg, John Von Neumann e tantos outros gênios, estaria nesse propósito, um mundo variante de cordas e membranas compondo tudo que o existe.
Nota: as cordas, ao variarem o valor da constante de acoplamento, são comumente chamadas de branas ou, em termos mais específicos, p-branas. As branas são objetos estendidos que surgem na teoria das cordas. Dessa forma uma 1-brana é uma corda, uma 2-brana é uma membrana, uma 3-brana possui três dimensões estendidas e assim sucessivamente. De forma geral, uma p-brana possui p dimensões. (Nota extraída de: O Universo Numa Casca de Noz, Stephen W. Hawking, Ed. ARX)